# Abstracció (psicologia)
L'abstracció és el procés mental o tipus de pensament pel qual la idea es deslliga del seu referent físic immediat per correspondre només a un concepte. Només és possible a partir d'un cert grau de desenvolupament del cervell (segons Piaget), per la qual cosa neix a l'adolescència i possibilita l'accés a idees més complexes pròpies d'especulacions i estudis teòrics.
L'abstracció implica sempre generalització, tenir en compte les característiques comunes que poden manifestar-se en una sèrie de fenòmens o idees i separar-les de les altres, menys rellevants, per establir una categoria mental nova. Els conceptes abstractes estan lligats a paraules específiques (fet que va desfermar la polèmica del nominalisme en història de la filosofia) que permeten la seva manipulació i comunicació. Un concepte abstracte és sempre més complicat d'entendre que un de concret i en relació directa amb l'experiència. Els hiperònims acostumen a designar idees abstractes, per exemple una "cadira" és un concepte concret, físic, mentre que la classe superior que la inclou, "moble", és una abstracció; per aquest motiu els hiperònims són una classe de paraules relacionada amb l'abstracció.